# Jump Square
Jump Square (яп. ジャンプスクエア, Janpu Sukuea), скорочено Jump SQ. (яп. ジャンプSQ.) — японський щомісячний журнал сьонен-манґи. Журнал випускається видавництвом Shueisha, його прем'єра відбулася 2 листопада 2007 року як заміна Monthly Shōnen Jump, іншого журналу, якого Shueisha припинила видавати у червні того ж року. Журнал є частиною лінійки журналів Jump. Манґа, що публікується в журналі, також видається в томах під маркою Jump Comics SQ. Вік читачів Jump Square, як правило, коливається у віці від 15 до 34 років. 

## Історія
Jump SQ, також званий Jump Square, був створений як заміна скасованого журналу Monthly Shōnen Jump. Назва має три визначені значення: міський сквер («площа, де збираються любителі коміксів і талановиті художники й письменники»), алгебраїчний квадрат (Weekly Shonen Jump²) і «SQ = Supreme Quality (найвища якість)» (посилається на девіз «Журнал манґи найвищої якості»). Чотири серіали манґи було тимчасово переміщено в Weekly Shōnen Jump до виходу Jump Square. Ці чотири серіали, а саме Tegami Bachi, Rosario + Vampire, Claymore і Gag Manga Biyori були одними з перших серій журналу разом із дебютними серіалами, зокрема Balsamming – The Another Tale of Frankenstein-, Kure-nai та Dragonaut: The Resonance.

## Тираж
Коли Jump Square було запущено, початковий наклад у 500 000 примірників швидко розійшовся. Понад 70% копій, випущених по всій Японії, було продано протягом трьох днів. Shueisha надрукував додаткові 100 000 примірників, щоб задовольнити попит, чого майже ніколи не відбувається в японській манґа-індустрії. Другий випуск також добре продавався, вимагаючи повторного друку 60 000 примірників. Після того, як ажіотаж від першого випуску вщух, тираж вирівнявся на рівні близько 370 000 примірників і до 2015 року впав до 270 000, віддзеркалюючи загальне падіння тиражу в усій галузі. 

## Особливості
Основним вмістом Jump Square є серії манґи. Крім манґи, деякі випуски включають серійні глави ранобе із творів, опублікованих лейблом Jump j-Books. У розділі журналу під назвою «Supreme Yomikiri Series» (яп. SUPREME読切シリーズ, Supurīmu Yomikiri Shirīzu)  представлені ван-шоти відомих авторів манґи, а в «Explosive Yomikiri Series» (яп. Explosive読切シリーズ, Explosive Yomikiri Shirīzu) час від часу з’являються твори письменників-початківців.

## Спецвипуски

### Jump SQ.II
Jump SQ.II (яп. ジャンプSQ.II, Janpu Sukuea Sekando) або Jump Square Second (яп. ジャンプスクエアセカンド) — додатковий випуск журналу Jump SQ, три томи якого вже вийшли друком, починаючи з 18 квітня 2008 року.
У першому випуску було представлено спільну роботу американського автора коміксів Стена Лі та Хіроюкі Такеї під назвою Karakuri Dôji Ultimo (з використанням методу Marvel).   
Конкурс, організований Shonen Jump (щомісячна англійська версія Weekly Shōnen Jump) і Jump SQ, запропонував випуск Jump SQ II (Second) з автографами Лі та Такеї випадковому переможцю на Нью-Йоркському Comic Con 2008. Три постійні манґи: Sekai no Chūshin de Taiyō ni Hoeru, Tsumikabatsu та Mahō no Ryōri Chaos Kitchen; були розміщені в журналі SQ II як власний ексклюзивні він-шоти SQ II, а також інші ван-шоти, такі як Missing Battery, Cross або Alone Again. 
Успіх Ultimo призвів до випуску додаткової міні-книги під назвою The Man Who Created "Spider-Man" and the "X-Men" - Stan Lee the book! (яп. ｢スパイダーマン｣｢X-MEN｣を作った男 スタン·リー the Book!, "Supaidāman", "Ekkusumen" o Tsukutta Otoko - Stan Lee the Book!) яка повністю заснована на американських коміксах Лі, в основному Amazing Fantasy (перша Людина-павук, Залізна людина та Галк).

### Jump SQ.19
Jump SQ.19 (яп. ジャンプSQ.19, Janpu Esu Kyū Ichi Kyū) — додатковий випуск Jump SQ, вперше опублікований 19 травня 2010 року. Він містить ван-шоти і побічні історії серії Jump SQ, а також серію манґи, яка виходила тільки в Jump SQ.19. Спочатку планувалося, що він буде виходити щоквартально 19-го числа кожного лютого, травня, серпня та листопада.
18 лютого 2012 року Jump SQ.19 оголосив про зміну випуску журналу на раз на два місяці. Потім він публікувався 19 числа кожного парного місяця поки його публікація не припинилася 19 лютого 2015 року.

### Jump SQ.Crown
Jump SQ.Crown (яп. ジャンプSQ.CROWN, Janpu Esu Kyū Kuraun) — додатковий випуск Jump SQ, який почав виходити 17 липня 2015 року. Він мав структуру, подібну до Jump SQ.19: серіали, які виходили тільки в Jump SQ.Crown; ван-шоти початківців та досвідчених авторів; а також побічні історії з серіалів Jump SQ. Видання припинилося 19 січня 2018 року.

### Jump SQ.Lab
Jump SQ.Lab (яп. ジャンプSQ.LaB, Janpu Sukuea Labo) — додатковий випуск журналу Jump SQ, вперше опублікований 15 липня 2011 року. Jump SQ.Lab має той самий формат, що й Jump Next; до нього входять роботи як досвідчених, так і початківців авторів манґи, а також побічні історії для серій Jump SQ та Jump SQ.19.

### Jump SQ.Rise
Jump SQ.Rise (яп. ジャンプＳＱ.ＲＩＳＥ) — додатковий випуск Jump SQ, який почав виходити 13 квітня 2018 року. Він має структуру, подібну до Jump SQ.19 та Jump SQ Crown.